# Lethe (Jamajka)
Lethe, wieś położona w regionie Saint James, w hrabstwie Cornwall, w północno-zachodniej części wyspy Jamajka nad rzeką Great River. 

## Atrakcje turystyczne
- rafting na rzece Great River[2] .
- kamienny most zbudowany w 1828 roku[3].